# NGC 723
NGC 723 је спирална галаксија у сазвежђу Пећ која се налази на NGC листи објеката дубоког неба.
Деклинација објекта је - 23° 45' 26" а ректасцензија 1h 53m 45,6s. Привидна величина (магнитуда) објекта NGC 723 износи 12,5 а фотографска магнитуда 13,3. NGC 723 је још познат и под ознакама NGC 724, ESO 477-13, MCG -4-5-16, IRAS 01514-2400, PGC 7024.